# ニャース (ロケット団のポケモン)
- ポケットモンスター (架空の生物) > ニャース > ニャース (ロケット団のポケモン)
- ポケットモンスター (アニメ) > 登場人物 > ロケット団 > ニャース (ロケット団のポケモン)

ニャースは、任天堂のゲームソフト『ポケットモンスター』シリーズを原作とするアニメ『ポケットモンスター』シリーズに登場するポケットモンスター（ポケモン）。声優は犬山イヌコ。

## プロフィール
- 出身地：カントー地方のどこか
- 職業：ロケット団員
- 登場時期：全シリーズ[2][3]

## 各国の日本国外名
- 英語：Meowth
- 韓国語：ナオン(ハングル：나옹)

## 概要
ロケット団に所属しているオスのニャースで、ムサシとコジロウのパートナー。二足歩行できる、人語を喋るなど、通常のポケモンが持ち得る事のない特徴を有している。

### 性格・特徴
ムサシとコジロウのパートナーで、共にサトシのピカチュウを捕まえようとしている。なおムサシとコジロウはニャースのトレーナーではなく同僚であり、厳密に言うとロケット団所属のポケモンである。扱い上は未だ野生であり、モンスターボールでの捕獲も可能だが、本人は一貫して個人のポケモンになることを拒否している（BW43話より）。
一人称は主に「ニャー」だが、初期には「オレ」「おいら」を使うこともあった。言葉のところどころに「〜ニャ」が混じる。とにかく饒舌で話術スキルが高い。その一方で「な」行を発音しようとすると「にゃ、に、にゅ、にぇ、にょ」になってしまうが、大抵は聞き取れるため自他共に大して問題視していない。たまに自分がポケモンであることを忘れ、ムサシたちに指摘されて思い出すことがある。毛糸玉が好きで、肉球が水につかることを嫌がる。また月が好きであり、プリン（マイク型マーカーを持つ個体）や、映画で出会ったクローンのニャースに対してもそのことを話したり、エンディングの『ニャースのうた』でも月に向かってギターを弾きながら歌ったりしている。
元々はロケット団のボス・サカキのペットだったが、相次ぐ失敗のためペットの座をペルシアンに奪われたと思われていた。しかし実際は最初からサカキのペットはペルシアンで、ニャース自身は何の寵愛も受けていなかったことが後に判明する（72話より）。その後はペルシアン自体に対して激しい憎悪を抱いている。さらにSM編62話で出会い、ムサシやコジロウらに協力するふりを装って接近。その中でロケット団の存在を知り、そのコネクションを利用して本来仕えるのはサカキだと認識し、いつの間にかロケット団本部にいた（ニャースが貯めていた貯金を盗みカントー行きの飛行機のチケットを購入し、本部に向かった模様）。その後はペルシアンのポジションを狙い、マトリの補佐となったアローラニャースに対しても激しい憎悪を抱いている。
本来、得意技であるはずの「ねこにこばん」は言葉を覚えるために力を使い切ったことから覚えることができないらしいが、上機嫌の時には「ねこにこばん」と口走ることがある。また、進化することもできないらしい。現在、使用する技は「みだれひっかき」のみ（以前は「ひっかく」「かみつく」「だましうち」「きりさく」なども使用していた。また、ムサシがハブネークをゲットするために「すてみタックル」を指示していたが、この時本人は「そんな技使えない」と言っている。またDP102話では、本人いわく練習中であるという「つじぎり」を使いジュンのエンペルトの膝をつかせたことがある）。エピソードNの時点でも「みだれひっかき」のみが、アクロマのポケモンコントロールマシンで操られた時に突風を巻き起こすほど強化されていた。白の遺跡でのプラズマ団との戦いでは「みだれひっかき」一本槍で多数のレパルダスを圧倒していた。劇中ではほとんど目立たないがピカチュウに何度も電撃を受けている事もあり（ピカチュウなどの強い電撃では話にならないが）、電気にある程度耐性を持っている描写がある（AG6話など）。
器用で人見知りがほとんどなく、明るくうたれ強い性格。ムサシ、コジロウと共に活動するアルバイト（ロケット団の任務以外）でのセンスは抜群に良く、ほとんどの仕事で結構なお金を稼いだりバイト先の上司の信頼を得たりしている。
他のポケモンの言葉が分かるため、ムサシたちに通訳をすることが多い。無印編138話ではキマワリ泥棒の罪で一人捕まったところをカスミ達に助けられ、泥棒の罪を見逃してもらう代わりにチサト（声 - 山崎和佳奈）のキマワリが元気を無くした理由を聞き出すように通訳をさせられるなど、ゲストキャラクターやその手持ちポケモン、野生ポケモンの抱えるトラブルを解明・解決させる目的で通訳をする場面もあり、その度にニャゴシエーターと名乗ることもある。ただし当初はそのように扱われることを嫌がっており、「ニャーはいつからポケモン翻訳機になったんだニャ」と不満を漏らしていた。
一方で、宇宙から来たポケモンや古代のポケモンなどの一部のポケモンの言語や、タイプ特有のコミュニケーション方法に関しては通訳ができない。また他のポケモンに操られながら無理やり喋らされた事があり（ドククラゲやゴースト、デオキシスなど）、どの場合でもその間の記憶はなく、「な」行は完璧に発音していた。「人語を話すニャース」ということで、初対面時のオーキド博士やシゲル、ヒカリ、プラターヌ博士、ゴウたちにはかなり驚かれ、更にはSM編でもロトム図鑑に「人間の言葉を話せるポケモンのデータはないロト」と言われた。スカル団のラップからは「おしゃべりニャースかわいい」と気に入られたうえザオボーにも目をつけられ、一時はエーテル財団でムサシやコジロウと共に彼の部下になったり、ポケモンハンターJやその他のポケモンハンター、ポケモンバイヤーに狙われ、捕まえられそうになったこともある。ポケモンの心がわかるNには逆に「なぜ君は人間の言葉を話す？ポケモンにはポケモンの素晴らしい言葉があるはずだ」と人語を喋る事を否定され、少なからず動揺しており、以後Nに対して苦手意識を持つようになった。なお劇中ではニャース以外にも人語を話せるポケモンが登場することもあるが、そのポケモンたちは元々知能が高かったり、エスパータイプのポケモンでテレパシーを使えたりするためである。   
ポケモンが特に絡んだ回になると、ポケモン同士の共感から優しい人間味のある一面を見せることがある。トゲピーが孵化する前のタマゴをサトシたちから奪った際には自分の懐で四六時中肌身離さず温め、ムサシとコジロウにはタマゴがかえるまで縁起が悪いという理由から卵料理を禁止するという徹底振りを見せたり、当時野生だったエネコに対して「もし仮にこのエネコがムサシのポケモンとなり、自分たちがサトシたちにやられて一緒に吹っ飛ばされたら可哀相だ」と思いわざと逃がしたりしたことがある。DP編では、シンジに虐待同然の扱い（ニャース曰く、地獄のような日々）を受け力を発揮できず見限られた挙句野生に帰されサトシのポケモンになったヒコザル、SM編でのニャビーに対しても同情している。ヒコザルを励ました他、ニャビーがムーランドと別れる際にも悲しみを見せ、「ニャーは今そういう気分じゃないニャ」と話し、ニャビーの元を訪れて「話してみたら少しは楽になるのニャ」といい、それを聞いた彼の思いをサトシやピカチュウに伝える等して、ニャビーを影から見守っていた。ニャビーがサトシにゲットされた際には、「これでいいのニャ。でも、これからは敵ニャ。容赦しないニャ」と人情味を見せ、ニャビーがニャヒートに進化後に対面した際には敵ながらも感激する様子を見せる。後述に記載されている生い立ち等もあり、自信を無くしたポケモンを叱咤激励する等、ロケット団でもムサシやコジロウ同様、根は悪くはない描写が描かれている。
強いポケモンや珍しいポケモン、そしてサトシのピカチュウを狙っているものの、ムサシやコジロウと同じく世界の破滅に対しては否定的である。イッシュ地方でサカキが暴走した際には止めたり、他の悪の組織(マグマ団・アクア団・ギンガ団・プラズマ団・フレア団)のボスが部下を見捨てるなど、自分勝手な理由で作戦を実行する際にはムサシ・コジロウやサトシ同様に怒りを露にしている。SM編ではムサシたち共々、自身に目をつけたザオボーの部下になる。しかし、当初から彼に対しては嫌悪感を覚えていた。多額の報酬と引き換えにリーリエのウルトラビーストに関する過去の記憶を消すために連れてくるように彼から命令された時、ザオボーのスリーパーは「さいみんじゅつ」で記憶を消すことができると話された。その際には「ニャーたちは正義の悪であって、悪の悪ではないのニャ」と怒りを露にして彼と決裂、作戦中だったにもかかわらずムサシやコジロウと共に撤退した。
無印56話の『ポケモン検定試験』でサトシの一時貸し出しポケモンのニャースが出てきた時にはそのニャースを応援したり、ニャースの技を知らないサトシに「みだれひっかきだニャ！」と技を教えたりしていた。その後、そのニャースがシャワーズの「れいとうビーム」に敗れた時には、ムサシ、コジロウと一緒に怒り、試験官とサトシ達に「ニャースをいじめる奴は許さない」という一言を放っている。しかし、そのニャースは試験官のポケモンであったため、サトシの指示を聞き、逆に自分が「みだれひっかき」を喰らうことになった。
しつこく捕まえようとしていることから、サトシのピカチュウからは一方的に嫌われている。一時休戦と称してニャースがピカチュウと握手したときには電撃を放たれたり、無印第106話でピカチュウと2人きりになったときは意見が対立した際に電撃で脅かされたり、落下時にはピカチュウにクッション代わりに利用されたりしていた。BW43話でニャースがサトシたちの旅に加わったときもピカチュウは最後までニャースを信用しておらず、作戦が明らかになったときにはニャースに対して激しい怒りを見せていた。しかしサトシからは「ニャースと一緒に短い間だったけど、旅をできてよかったぜ」と言われている。とはいえ互いが困ったときには協力することもある。一方で、ニャースはピカチュウに対して苦手としつつもそれほど嫌ってはおらず、むしろピカチュウの優しい面に心を打たれることもある。
同じ猫をモチーフとしたポケモンに恋をすることが多い。前述のエネコの他、DP178話でもマミイ（声 - 後藤沙緒里）のニャルマーに恋をし、ムサシとコジロウを利用してモンスターボールを奪いニャルマーと駆け落ちをするも、サトシやムサシたちに見つかり戦う事となった。このときのニャースは凄まじい戦闘力を発揮し、「みだれひっかき」の一本槍でゴウカザルとハブネークを圧倒する。さらにトゲキッスとムクホーク、メガヤンマを戦闘不能にし「今のニャーはディアルガだろうがパルキアだろうが怖くない」と大きく出るほどであった。ところがマスキッパのタネマシンガンを受けた際にニャルマーがブニャットに進化してしまい、そのショックで恋が冷め、一気に弱くなってしまった。BW44話でもミーシャ（声 - 藤村歩）のチョロネコに恋をするが、そのチョロネコは実は♂であった。XY12話ではプルミエのニンフィアに惚れていた。また苦い恋の経験をしているためか、ロケット団の手持ちのポケモンが恋をしている時はその気持ちに理解を示すことがある。他にもメロエッタやフェローチェなど性別がなく外見が♀に近いポケモンに惚れることも多く、特に後者に関してはその想いを利用されることもある。
一方で、ニューラに対しては敵対心を抱いている。逆に金銀編前半ではブルーがニャースを好きになっている（厳密には彼の尻尾を気に入ってる）が、しつこく尻尾を噛まれるためニャースは嫌っていた。最後にはブルーにも嫌われてショックを受けたものの、無印編175話でグランブルに進化した後は未練がなくなった。また、恋する対象はポケモンに限らず、無印44話で漢方屋の娘であるキヨミ（声 - 吉田小南美）に、自分が高熱を出して倒れていたときに助けてもらったのをきっかけに一目惚れをしたことがあり、気を引くためにキヨミのパラスに特訓をつけた。また、新無印編ではコハルに助けられたことがきっかけで彼女に惚れ告白しようとしたが、間違ってムサシの方に告白してしまい、結局恋は叶わずに終わってしまった。なお、コハルの方も「そんなに悪いポケモンじゃない」と呟いていた。
また猫科のポケモンであるためか寒さと熱い食べ物は苦手。
初期のニャースは耳の縁が白色だったが、アニメが始まるのに合わせて縁が黒くなった。一度びっくりして本当に白くなった事がある。
別のポケモンに変装するときはキマワリになることが多く、本人もかなり気に入っている様子。1度変装により、キマワリを持つナオシに濡れ衣を着せることとなった。しかし金銀編では嫌がっていた上に、ブルーによってバレてしまう。DP以降はジュペッタに変装することがある。
ポケモンコンテスト・キナギ大会2次審査では、ムサシがニャースを使用しインチキ手段として「へんしん」を使い、キマワリ、キルリア、ホエルオーに変身した。しかしホエルオーに変身していた時、爪を出して着ぐるみに穴を開けた事で種明かしがバレてしまい、ムサシは不正行為で失格になった。DP編でもコジロウとともに出場し、ラーメン屋で培った経験を生かしてなかなかの演技を果たした。
BWではムサシやコジロウと同様、隠密行動時は黒いコートと帽子、サングラスを着用する。悪役らしさがかなり強くなったムサシやコジロウに比べると彼はあまり変わっていない部分が多いが、クールな面をそれまで以上に見せる機会が多い。
BW43〜46話ではロケット団の作戦の一環として、ロケット団をクビになったと偽ってサトシたちの仲間となり一時的に一緒に旅をしていた。この時アイリスがモンスターボールでゲットしようとしたが、「ニャーは誰にもゲットされる気は無い」と言って拒否した。BW46話ではゲストキャラクターのクリフ（声 - 松本保典）もゲットしようとしたが、やはり拒否していた。潜入中は前述の通りモンスターボールでゲットされそうになったり、他のポケモンの技を喰らって酷い目に遭ったりするなど、以前のようなコミカルな面を多数見せていた。また、野生のポケモンを気遣う、ケンカをたしなめる、ピカチュウたちとの会話できちんとサトシを名前で呼ぶなど性格の変化も多少見られた。ネゴシエーターならぬ「ニャゴシエーター」を名乗りポケモン同士の交渉に乗り出すようにもなったが、逆に引っ掻き回して結局事態を悪化させたこともあった。デントの料理を気に入っており、BW45話では「おいしいものが食べられればそれで幸せだニャ」と言っている。任務を全うしつつも、自分に怒りを露にするピカチュウを見た直後に複雑な表情を見せたり、「一緒にライモンシティまで旅したの、これでも結構楽しかったぜ」とサトシに言われた際には「甘い」と言いつつも動揺を隠せなかったりするなど、少なからず情が芽生えていたかのような一面も見せた。なお、潜入中のエンディングのキャストクレジットでは、コジロウと一行空白を挟んでクレジットされていた。
XY19話では、ムサシとコジロウ、セレナやピカチュウがカラマネロに洗脳された際は、ニャースがサトシを自らの「みだれひっかき」で攻撃することで意識を保ち、サトシと共に一連の騒動を解決するために奮闘した。XY63話では、ポケモンバイヤーに「人語をしゃべるポケモンは高く売れる」との理由で捕まってしまうが、自身も負傷しつつもサトシ達に助けを求めたコジロウたちによって助け出された。またムサシがヒヨク大会のトライポカロンで惨敗したのを見て自分も悔しかったのか、それを機にフウジョ大会以降はムサシと一緒にトライポカロンに出ており、結果を残している。XY71話では、ムサシとコジロウが野生のゴロンダの食料を盗み、これにゴロンダが激怒、サトシ一行諸とも襲いかかった。この際、サトシやムサシらとはぐれてしまったユリーカとニャースは、崖から落ちた際にツルに引っ掛かってしまい、お互い身動きがとれずに二人でサトシ達を探す事になる。そんな矢先にユリーカが野生のタマゲタケのしびれごなを浴びてしまい、動けなくなる。その際ニャースはデデンネと共に、カゴのみを見つけ出し、何とかユリーカが動けるまで看病をした。そして、サトシ一行と合流したが、そこにまたゴロンダが登場し、襲いかかってきたのだが、どうやらニャースの通訳によると、激怒し襲ってきたのは自分達の食料だった木の実を奪ったロケット団だという事が判明。サトシらに謝る様に促されるも、そこに運悪くムサシやコジロウも合流。そして、激怒された挙げ句にいつものオチを喰らって飛ばされた。その後、セレナから「ニャースと一緒にいて、大変だったわね」と気遣う言葉をかけられたが、ユリーカは「案外、悪く無かった。結構楽しかったよ」等と話すなど、普段は、敵ながらもニャースに対しては心底快く思っていない描写は見せていない。
劇場版の同時上映ではほぼポケモン達だけの話となる為、登場人物では唯一人語が話せる存在となる。しかし、ほとんどナレーションが解説に充てられる為、直接語り手になることは少ない。

### 略歴
元は田舎生まれの一匹の野良ニャースであったが、ある日映画の上映会で見た映画の中のニャースが食べていたアイスやフライドチキンと言った食べ物に憧れ、都会へと出てきた。そこで好きになった雌のニャース・マドンニャに「人間だったら好きになる」と言われたことをきっかけに、独学で二足歩行や人語の訓練を行う。そしてそれらを身に付けた後にマドンニャに告白するも「立ったりしゃべったりするポケモンは気持ち悪い」とフラれてしまい、グレるようにしてロケット団へ入団。パートナーとなる訓練生が見つかるまでの間はサカキの雑用を行い、やがてロケット団特別訓練所にて当時訓練生だったムサシとコジロウのパートナーポケモンに任命される形で二人と出会い、訓練所卒業後は一緒に悪事を働く事になる（無印編第72話『ニャースのあいうえお』、サイドストーリー12話『ロケット団 愛と青春の原点』より）。
AGではロケット団が活動していないホウエン地方へ飛ぶが、任務を果たすことができずにDPでシンオウ地方に行った時にはサカキから存在を忘れ去られている様子だったが、DP最終回でサカキに呼び戻される。
BWではサカキから直々にイッシュ地方潜入任務をムサシやコジロウとともに与えられるが、「イッシュ地方以外のポケモンを連れていると目立つ」と言う理由でイッシュ地方で捕獲したポケモンのみを使うように指示され、他のポケモンが預けられた中でニャースだけはイッシュ地方に行くことを許された。本人は「自分は預けられなくていいのか?」と不思議がっていた。
BW43〜46話までロケット団をクビになったふりをし、サトシたちの旅に同行した。ライモンシティに到着したBW47話で、一行に潜り込んだ真の目的である「ライモンシティポケモンセンターからのポケモン強奪」の作戦を実行し本性を現す。しかし作戦はピカチュウたちの抵抗とサトシたちの活躍により失敗に終わり、ニャースはロケット団側に戻った。イッシュ制圧計画「オペレーションテンペスト」が失敗した後はサカキたちと共にカントーへ一時撤収した。『エピソードN』にてムサシ、コジロウと共にイッシュ地方に再び降り立つ。
XYでサトシ達より先にカロス地方に旅立った。トライポカロンではムサシと共に何度か出場した。
SMではサカキの命令のもと、アローラ地方に降り立つ。
PM2ではキョダイマックスできる個体である事が判明した。MPM第9話での作戦が失敗した後はムサシやコジロウと仲違いし、最終話の第11話では本部の食堂でウェイターのアルバイトをしていたものの、最終的に2人と和解して復帰し、サトシとピカチュウを追い続ける。

### その他
1998年にはゲーム『ポケットモンスター ピカチュウ』のテレビCMに出演した。
1998年、1999年には六平直政と共演し、ゲーム『ポケットモンスター ピカチュウ』のCMで六平が営業するおでん屋に出演、ゲーム『ポケモンピンボール』のCMでは六平が運転するタクシーに出演した。
ニャースがボーカルを務めた『ニャースのうた』『ニャースのパーティ』がアニメのエンディングテーマで使用された。後にCDで発売されている。他に彼がボーカルを務めた曲には『ポルカ･オドルカ』（AG第2期エンディング）、『ニャースのバラ―ド』（XY＆Zのキャラソンプロジェクト）がある。
2012年12月7日から2013年1月10日の間、『ポケットモンスター ブラック2・ホワイト2』向けに「みだれひっかき」「うたう」「わるだくみ」「よこどり」を覚え、「けむりだま」を持った「ロケット団のニャース」（おやは「Rだん」）が、ニンテンドーWi-Fiコネクションで配布された。これは、アニメ『ポケットモンスター ベストウイッシュ シーズン2 エピソードN』において、ロケット団が復活することを記念したものである。
2020年には劇場アニメ『劇場版ポケットモンスター ココ』とのタイアップにより、ゲーム『ポケモンマスターズ』に登場。ムサシとコジロウと共にイベントシナリオに登場する。声はアニメと同じく犬山が担当。